# Marzemino
Il Marzemino è un vitigno autoctono italiano a bacca blu-nerastra con abbondante deposito di pruina.
Comparso in Italia intorno al XV secolo nelle aree di Bergamo e Padova e diffuso anche in Friuli, è oggi particolarmente coltivato in Trentino (varietà Marzemino Gentile) nelle zone di Isera e Volano. I grappoli presentano dimensioni medio grandi e raggiungono la piena maturazione tra la fine settembre ed i primi di ottobre.

## Il Marzemino in Trentino

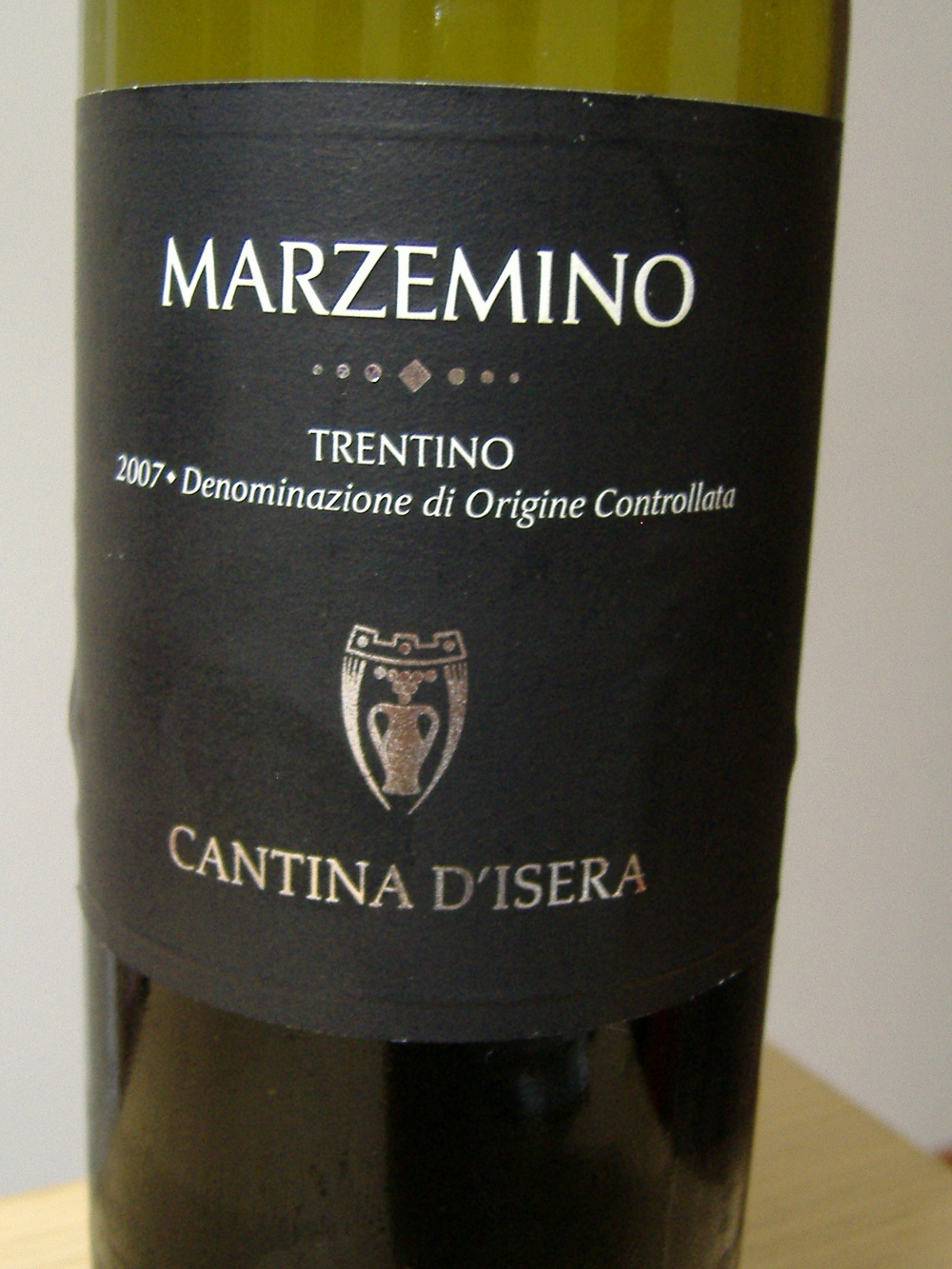
Vino Marzemino della Cantina D'Isera

Il vino che si ottiene dalla vinificazione delle uve di questo importante vitigno, il Trentino Marzemino, è particolarmente noto grazie alla citazione nell'opera Don Giovanni di Lorenzo da Ponte musicata da Wolfgang Amadeus Mozart:
Clementino Vannetti identifica il Marzemino in un vino che veniva servito alla mensa imperiale di Roma, di origini retiche, e lo giudica eccellente. Giangrisostomo Tovazzi, nel 1785, lo definisce prezioso vino iseriano.

## Vinificazione
La raccolta dell'uva giunta a maturazione tra settembre e ottobre avviene entro la metà di ottobre. L'uva diraspata e sottoposta a pressatura soffice viene fatta fermentare per macerazione, in contenitori di acciaio a temperatura di circa 25 gradi.